# 学校博物館

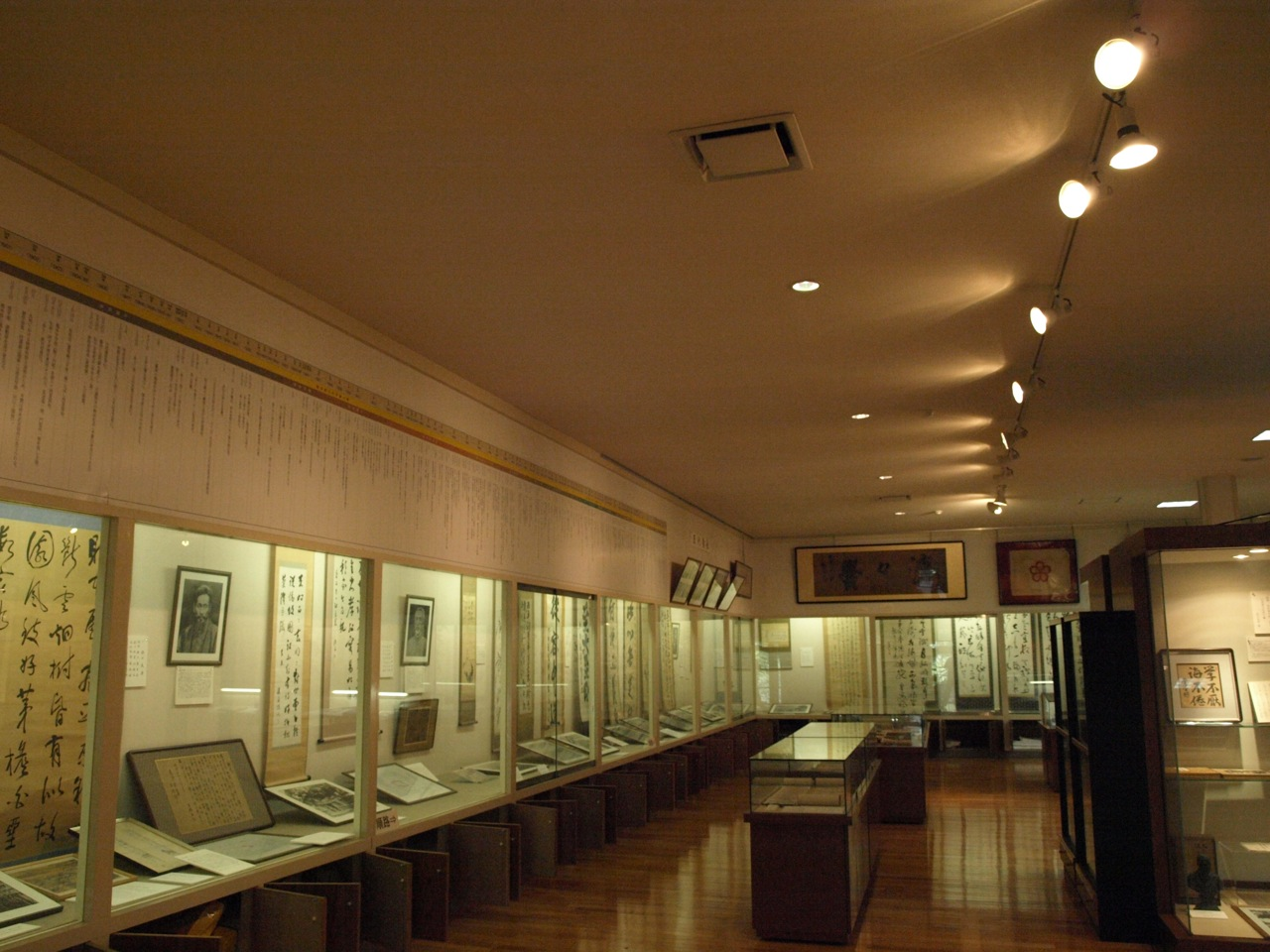
済々黌歴史資料館
（熊本県立済々黌高等学校）

学校博物館（がっこうはくぶつかん）とは、学校の空き教室を展示室として活用し、「学校博物館」として活用しているもの。茨城県や札幌市の取り組みが有名である。私立の小・中・高校にも存在する。

## 展示室から発展した学校博物館
千葉県柏市の風早北部小学校などの例がある。
札幌市学校博物館などの例もある。
風早北部小学校や福岡県立朝倉高等学校の例にもある通り、内容は通常の博物館と変らない。美術、民族学、考古学、歴史遺物と様々である。なお、『学校博物館百景』の著者は大学博物館も学校博物館であるという立場を取るが、通常はそのような立場は取らない。大学に設置される博物館は研究施設としても博物館実習の場としても非常に有効である。このため学校博物館とは職員、設備に関し相当の差がある。

### 一定期間学校校舎を美術館にする「学校美術館」
杉並区立和泉中学校にて1996年から行われている『IZUMIWAKU project』その名も「学校美術館」である。この事業は校舎を一定期間借りて美術館とし、地元芸術家が作品を展示するという新しいタイプの学校博物館である。

## サテライト型博物館
「学校博物館」の一形態として既存の博物館のサテライトとして運用した、「サテライト型博物館」などもある。この博物館も学校の空き教室を活用している。
サテライト型博物館は、茨城県自然博物館スクールミュージアムなどの例がある。茨城県の取り組みの場合はインターネットやテレビ電話などを活用して相互交流できる学校博物館である。
また、滋賀県立琵琶湖博物館の収蔵品を学校の空き教室で活用したサテライト博物館が2007年（平成19年）10月22日、滋賀県湖北町（現・長浜市）の朝日小学校に開館した。（京都新聞10月22日Web配信より）

## 海外の学校博物館の例
海外では教育資料を研究、展示するための学校博物館が存在する。
- ブルガリアの学校博物館の例